# Посадас
Посадас (шп. Posadas) је град у Аргентини у покрајини Мисионес. Према процени из 2005. у граду је живело 275.542 становника.

## Становништво
Према процени, у граду је 2010. живело 324,756 становника.
| 1980.   | 1991.   | 2001.   |
| ------- | ------- | ------- |
| 143.889 | 201.663 | 252.981 |